# 伊左治直
伊左治 直（いさじ すなお、1968年 - ）は、日本の作曲家。埼玉県出身。

## 来歴
1995年、東京音楽大学大学院修士課程修了。作曲を西村朗、中世西洋音楽史を金澤正剛に師事。1991年日本音楽コンクール作曲部門（室内楽曲）第2位（1位なし）、1992年現音作曲新人賞、1994年日本音楽コンクール作曲部門（オーケストラ作品）第1位。1995年芥川作曲賞。1997年出光音楽賞受賞。
2005年、2012年にサントリー芸術財団コンサートにて作品が特集される。2008年、CD「伊左治直作品集　熱風サウダージ劇場」を発売（発売元は株式会社フォンテック）。
現在は東京音楽大学作曲指揮専攻・作曲「芸術音楽コース」の非常勤講師を務める。

## 主要作品
- ラジオ・オペラ「密室音響劇《血の婚礼》」
- フィネガン前夜祭
- 南蛮回路
- 夕焼けリバースJB急行～ハイドン・バリエーション・メタモルフォーゼ～
- 綱渡りの娘、紫の花
- ニッポン・サウダージ（NIPPON SAUDADE）
- 或る日の手紙
- カリビアン・ジョーク
- 鼓童とオーケストラのための《浮島神楽》

## 演奏会
- 伊左治直作品個展 1996年10月2日 護国寺 同仁キリスト協会[5]
- 伊左治直作品個展 南蛮夜会 2002年7月14日 コア石響[6]
- 2005 対話する作曲家-伊左治直 いずみホール[7]
- 2012 TRANSMUSIC　音楽のエッセンツィア "現代音楽の楽しみ方"  作曲家 伊左治直を迎えて いずみホール[7]
- 伊左治直作品個展 2018年12月2日 求道会館